# Chasuarusok
Chasuarusok, ókori germán néptörzs, Tacitus szerint a chamavusok szomszédai. Egyes kutatók helytelenül azonosították velük a chattuariusok népét, ezek a chattusoktól származnak és a batavusok rokonai.